# Torxé
Torxé è un comune francese di 252 abitanti situato nel dipartimento della Charente Marittima nella regione della Nuova Aquitania. Bagnato dalle acque della Boutonne, Torxé confina con Tonnay-Boutonne, Chantemerle-sur-la-Soie, Les Nouillers, Landes, La Vergne, Voissay.

## Società

### Evoluzione demografica
Abitanti censiti